# Nasha
Nasha è un film indiano del 2013 diretto da Amit Saxena.

## Trama
Un giovane di nome Sahil, è fortemente attratto da Anita la sua insegnante di recitazione. Lentamente, si rende conto che non può pensare ad altro che a lei e la sua infatuazione si trasforma in una ossessione che porterà alcune conseguenze disastrose per entrambi.

## Produzione
Il film è ambientato a Panchgani, una località collinare in India.

## Distribuzione
Il lungometraggio è stato distribuito nelle sale cinematografiche in India a partire dal 26 luglio 2013. Successivamente distribuito su piattaforme online come Amazon prime e Apple TV+.

## Accoglienza
I manifesti del film, in cui l'attrice Poonam Pandey appariva nuda ma con due cartelli che le coprivano parte del corpo, hanno suscitato polemiche e sono stati dati alle fiamme da un gruppo di manifestanti il 20 luglio 2013 a Mumbai.

### Critica
Il film ha ricevuto diverse recensioni.